# Kalaphorura ludzaki
Kalaphorura ludzaki  (лат.) — вид ногохвосток рода Kalaphorura семейства Onychiuridae. Впервые описан зоологами Марией Луизой Вайнер и Норбертом Штомпом в 2005 году. Видовой эпитет дан в честь поляка Антони Лудзака, который переехал в Люксембург после Второй мировой войны и участвовал в обустройстве сада, в котором и был обнаружен вид.

## Распространение, описание
Является эндемиком Люксембурга, хотя существует предположение, что Kalaphorura ludzaki может быть распространён значительно шире на территории Центральной Европы. Типовые экземпляры из Башлеидана, собраны в старом саду.
Обычный представитель рода Kalaphorura, наиболее близок виду Kalaphorura paradoxa Schäffer. Самки длиной 1,87—2,35 мм, самцы — 1,73—2,06 мм. Тело беловатого цвета (в спирту). Вентральный отдел у самцов утрачен.